# 須田孝
須田 孝（すだ たかし、1920年2月23日 - 1980年11月20日）は、日本の経営者。三菱信託銀行社長を務めた。兵庫県出身。

## 経歴
1941年に東京帝国大学経済学部経済学科を卒業し、1942年に三菱信託銀行に入行。1970年11月に取締役に就任し、1972年10月に常務、1976年7月に専務を経て、1978年9月には社長に就任。
1980年11月20日に肝不全のために死去。60歳没。